# Lukács Tamás
Lukács Tamás (Eger, 1950. március 29. –) magyar politikus, országgyűlési képviselő.

## Életrajza
1976-ban ELTE Állam- és Jogtudományi Karán diplomázott.
1976-tól dolgozik az egri Ügyvédi munkaközösségben először ügyvédjelöltként, majd ügyvédként, mind a mai napig. 1990-1994 között 
Országgyűlési képviselő volt. 1989-ben a KDNP alapító tagja volt, 1990 és 1991 között a párt alelnöke lett. Intéző-bizottságának illetőleg Országos Elnökségének tagja. 1997-ben kizárták, majd részt vett a párt újraszervezésében.
1990-ben országgyűlési képviselői mandátumot szerzett, az országgyűlésben a költségvetési bizottság tagja, az Emberi Jogi Kisebbségi és Vallásügyi bizottság alelnöke volt. A Magyar Rádió Rt. elnökségi tagja lett 1996-ban, majd az FEB elnöke. A PPKE Jogtudományi Karán médiaetikát oktat. A 2006. évi országgyűlési választásokon országos listán szerzett mandátumot. 2006. május 30-tól a kulturális és sajtóbizottság tagja.

## Művei
- Add, hogy lássak...; KDNP Országgyűlési Képviselőcsoportja, Bp., 2008 (Kereszténység és közélet)

## Külső hivatkozások
- Lukács Tamás honlapja